# Croatie (province)
Pour les articles homonymes, voir Croatie (homonymie).
1809–1811
Entités suivantes :
- Croatie civile
- Croatie militaire

La province de Croatie est une ancienne subdivision des Provinces illyriennes, sous contrôle de l'Empire français, qui a existé entre 1809 et 1811. Sa population est estimée à 118 000 habitants vers 1809. Son territoire était divisé en dix cantons : Carlstadt, Mottling, Verbosko, Jaska, Szamabor, Csabar, Kereikneit, Selin, Sisseck et Gradaz.

## Histoire
La province est constituée le 25 décembre 1809 lors de l'annexion des provinces illyriennes par l'Empire français. Le chef-lieu est fixé à Karlstadt (actuelle Karlovac en Croatie).
Elle est supprimée le 15 avril 1811 lors de la réorganisation des provinces.